# 尼古拉·彼得鲁宁
尼古拉·尤里耶维奇·彼得鲁宁（羅馬化：Nikolay Yur'yevich Petrunin；1976年2月27日—2022年10月12日）是俄罗斯政治家，第七届和第八届国家杜马代表。2005年，他获得了经济学副博士学位。

## 生平
从弗拉基米尔国立大学毕业后，彼得鲁宁在商业机构工作。1993年至2015年间，彼得鲁宁担任Ateklo-Gaz企业集团董事。2016年9月18日，他当选第七届国家杜马代表。2021年9月，他再次当选第八届国家杜马议员。
彼得鲁宁于2022年10月去世，据报道他是死于COVID-19并发症。然而，有人质疑他的死因。

### 制裁
彼得鲁宁于2022年因俄乌战争而受到英国政府和美国财政部制裁。

## 荣誉
- 祖国功勋奖章